# Charlie Clouser
Charles Alexander Clouser (Hanover, New Hampshire, 1963. június 28. –) amerikai zenész, zeneszerző, aki billentyűs hangszereken is játszik, dobol, ezenkívül zenéket programoz, hangmérnök, és keveréssel is foglalkozik.

## Élete és pályája
1994 - 2000-ig a Nine Inch Nails zenekar tagja volt, és olyan zenekarok számára készített már remixeket, mint a White Zombie, Marilyn Manson, Rammstein, Prong, Killing Joke, Type O Negative, Schwein, Collide, 12 Rounds, Foetus, Del tha Funkee Homosapien, valamint az Esthero.
1997-ben két Clouser által programozott dal is Grammy-díj jelölést kapott: a White Zombie „I'm Your Boogie Man”, valamint Rob Zombie és Alice Cooper „Hands of Death (Burn Baby Burn)” c. dala, ez utóbbinak Clouser a társszerzője, és ő is keverte.
Dolgozott Trent Reznorral a Született gyilkosok filmzenéjén, amely során producerként működött közre, valamint új változatban rögzítették a „Something I Can Never Have” c. számot, melynek eredeti verziója a Nine Inch Nails Pretty Hate Machine c. albumán található. Rob Zombie „Dragula” c. számának remix verziója, amely a Mátrix filmzenéjén található, szintén Clouser munkája. Ő volt a producer a Helmet Size Matters c. albuma, ill. a be nem fejezett "Gandhi" c. projekt esetében is, amelyben Page Hamiltonnal vett részt.
Szerepel a Moog c. Robert Moogról szóló dokumentumfilmben, az „I Am A Spaceman” c. számot a filmzene számára írta.
Clouser zeneszerzőként is dolgozott már, olyan filmek zenéjét megalkotva, mint a Fűrész (2004), Fűrész II (2005), Fűrész III (2006), valamint a Las Vegas c. NBC tv-sorozat. Jelenleg a Gyilkos számok c. CBS sorozat zeneszerzője.
A Fűrész c. film számára komponálta a „Hello Zepp” c. hírhedt befejező tételt.

## Diszkográfia

### Nine Inch Nails
- The Downward Spiral (1994)
- Further Down the Spiral (1995)
- ”The Perfect Drug” (1997)
- Closure (1997)
- The Fragile (1999)
- Things Falling Apart (2000)
- And All That Could Have Been (2002)

### David Bowie
- ”I'm Afraid of Americans” (1997)

### Helmet
- Size Matters (2004)

### Marilyn Manson
- Portrait of an American Family (1994)
- Smells Like Children (1995)
- Antichrist Superstar (1996)

### White Zombie
- Astro Creep: 2000 (1995)
- Supersexy Swingin' Sounds (1996)

### Filmzenék
- Született gyilkosok (1994)
- Fűrész (2004)
- Fűrész II (2005)
- Fűrész III (2006)
- Dead Silence (2007)
- Death Sentence (2007)
- A Kaptár 3: Teljes pusztulás (2007)
- Fűrész IV (2007)
- Fűrész V (2008)
- Fűrész VI (2009)
- Fűrész 3D (2010)